# Schnösel
Als Schnösel (im 19. Jahrhundert vermutlich zum Wortbereich Schnodder, schnäuzen im Sinne von „Rotznase“ gebildet) wird umgangssprachlich ein (junger) arroganter, von sich eingenommener Mensch bezeichnet. Als eingebildet und eitel, dabei aber übersättigt und gleichgültig wird dieser Typus beschrieben. Eine begriffliche Verwandtschaft besteht zum Snob, der aber stärker als der Schnösel seinen Status und Luxuskonsum betont, sowie zum auf Lifestyle und Mode fokussierten Modenarren oder Dandy.
Schnöseltypen finden sich historisch oft in Komödien, Operetten oder Schwänken. Im deutschen Film hat z. B. der junge Heinz Rühmann viele Schnösel dargestellt, u. a. in Die Drei von der Tankstelle, Die Umwege des schönen Karl, Quax, der Bruchpilot und Die Feuerzangenbowle, wobei diese Schnösel im Laufe der Filmhandlung allerdings stets eine Läuterung und Charakterverbesserung durchmachen.